# 多态性 (生物学)
多态性（英語：polymorphism）在生物学中是指一个物种的同一种群中存在两种或多种明显不同的表型。多态性必须同一时间在同一栖息地中出现。
多态性是自然界中的常见现象，与生物多样性、遗传变异以及适应有关。它通常能让一个在不同环境中生活的种群保持形态上的多样性。:126其中最常见的例子便是许多生物的两性异形。其他例子还包括蝴蝶的拟态以及人类的血红蛋白和血型。

## 遺傳多態性
遺傳多態性最初的來源是基因突變。在單看特定時空範圍內的族群時，來自其他族群（甚至不同物種）的基因流動也可以是多態性的來源。基因和染色體的運作方式使遺傳呈顆粒性，因此父親和母親的性狀不會在後代中混合。多態性因此可以存在。
分子生物学家稱多態性，常是指基因型的点突变（如单核苷酸多态性），不一定會造成性狀差異。

### 重要性
遺傳多态性是天擇演化的重要基礎，如果沒有多態性，則每個個體的適應力都一樣，天擇不會偏好任何個體，因此將無法推動演化。

### 維持多態性的機制
天擇會移除個體，因此可能造成某個基因完全被移除，而失去多態性。除此之外另外遺傳漂變也可能移除多態性。在自然界中多態性很常見，因此可推知有些機制在維持多態性。幾個已知的機制如下
- 負向族群密度選擇（negative frequency-dependent selection），即一個基因頻率低時，適應力較高，頻率高時適應力則下降。一個例子是多觀一致的生物個體容易被天敵認出來。又如免疫系統的主要組織相容性複合體(major histocompatibility complex,MHC)多型性是另一個例子。
- 異型合子優勢（英语：Heterozygote advantage），即雙套染色體生物個體同時帶有兩種不同基因時適應力最高。有名的例子是鐮刀型貧血。
- 不同方向的天擇。天擇可能因時間和地點的不同而有不同的方向，因此無法移除特性基因。棲位特化（niche partitioning）是一例。

### 例子
兩性異形。

## 非遗传多型性
在非遗传多型性中，不同个体间的差异是相同基因受不同环境因素的诱导而产生的。蚂蚁的一个种群中这两种机制可以同时起作用。
非遺傳多型性因為不可遺傳，因此無法造成演化。但是個體之間如果因可塑性的不同，在相同的環境誘導中可能發育出不同的性狀，此「可塑性的不同」可以演化。